# Yıva
 (mai 2015).
Si vous disposez d'ouvrages ou d'articles de référence ou si vous connaissez des sites web de qualité traitant du thème abordé ici, merci de compléter l'article en donnant les références utiles à sa vérifiabilité et en les liant à la section « Notes et références ».

Tamga des Yıva

Les Yıva constituaient une des 24 tribus oghouzes d'où est issue la dynastie des Qara Qoyunlu (« Moutons noirs »).
Selon Mahmoud de Kachgar leur origine remonte au milieu du XIIe siècle, dans la région frontalière de l'Iran et de l'Irak. 
Selon la légende, Oghuz Khan, premier chef des Oghouzes, enfante six garçons qui ont chacun quatre fils. Chaque petit-fils fonde une des vingt-quatre tribus. Le père du fondateur des Yıva est Deniz Khan (« la mer ») ; celui-ci étant un des fils du deuxième lit de Oghuz Khan, la tribu ressort du groupe des Üçok ou Üçoklar (« trois flèches »).
En vieux-turc leur nom signifie « ceux dont le rang est élevé ». Comme les autres tribus oghouzes, les Yıva se reconnaissent pour ongun ou totem un oiseau de proie, en l'occurrence l'autour des palombes, qu'ils partagent avec les autres descendants de Deniz Khan : les İğdir, les Büğdüz et les Kınık. La tribu marque son bétail par un symbole (ou tamga) caractéristique. 

## Source
- Yıva dans Türkiye Diyanet Vakfı Islâm Ansiklopedisi (en turc)